# Weeton (East Riding of Yorkshire)
Weeton – osada w Anglii, w hrabstwie East Riding of Yorkshire. Leży 27 km na wschód od miasta Hull i 240 km na północ od Londynu.